# Trégunc
Trégunc (bretonisch Tregon) ist eine wirtschaftlich durch die Landwirtschaft und den Tourismus geprägte französische Gemeinde in der Region Bretagne im Département Finistère mit 7094 Einwohnern (Stand 1. Januar 2022) an der südlichen bretonischen Atlantikküste.

## Lage
Das bewohnte Dorf ist etwa fünf Kilometer von der Küste entfernt. Concarneau liegt sechs Kilometer nordwestlich, Quimper 24 Kilometer nordwestlich, Brest 75 Kilometer nordwestlich und Paris etwa 460 Kilometer ostnordöstlich (alle Angaben leicht gerundet in Luftlinie).

## Verkehr
Bei Pont-Aven und Concarneau befinden sich die nächsten Abfahrten an der Schnellstraße N 165 (Nantes – Brest / Teilstück der Europastraße 60) und u. a. in Bannalec und Rosporden gibt es Regionalbahnhöfe. 
Der nächstgelegene Regionalflughafen ist der Flughafen Quimper - Cornouaille (ca. 40 km entfernt), vom etwa 45 km entfernten Flughafen Lorient Bretagne Sud gibt es auch Flüge ins Ausland (saisonal nach Irland).

## Bevölkerungsentwicklung
| Jahr                       | 1962 | 1968 | 1975 | 1982 | 1990 | 1999 | 2008 | 2017 |
| Einwohner                  | 5002 | 4790 | 5155 | 5909 | 6130 | 6354 | 6799 | 7041 |
| Quellen: Cassini und INSEE |      |      |      |      |      |      |      |      |

## Sehenswürdigkeiten
Siehe auch: Liste der Monuments historiques in Trégunc
Die Kapellen Notre-Dame de Kerven und Saint-Philibert sind Monuments historiques, ebenso einige Dolmen und der Menhir de Kergleuhant, der Menhir de Kérangallou liegen auf dem Gemeindegebiet.

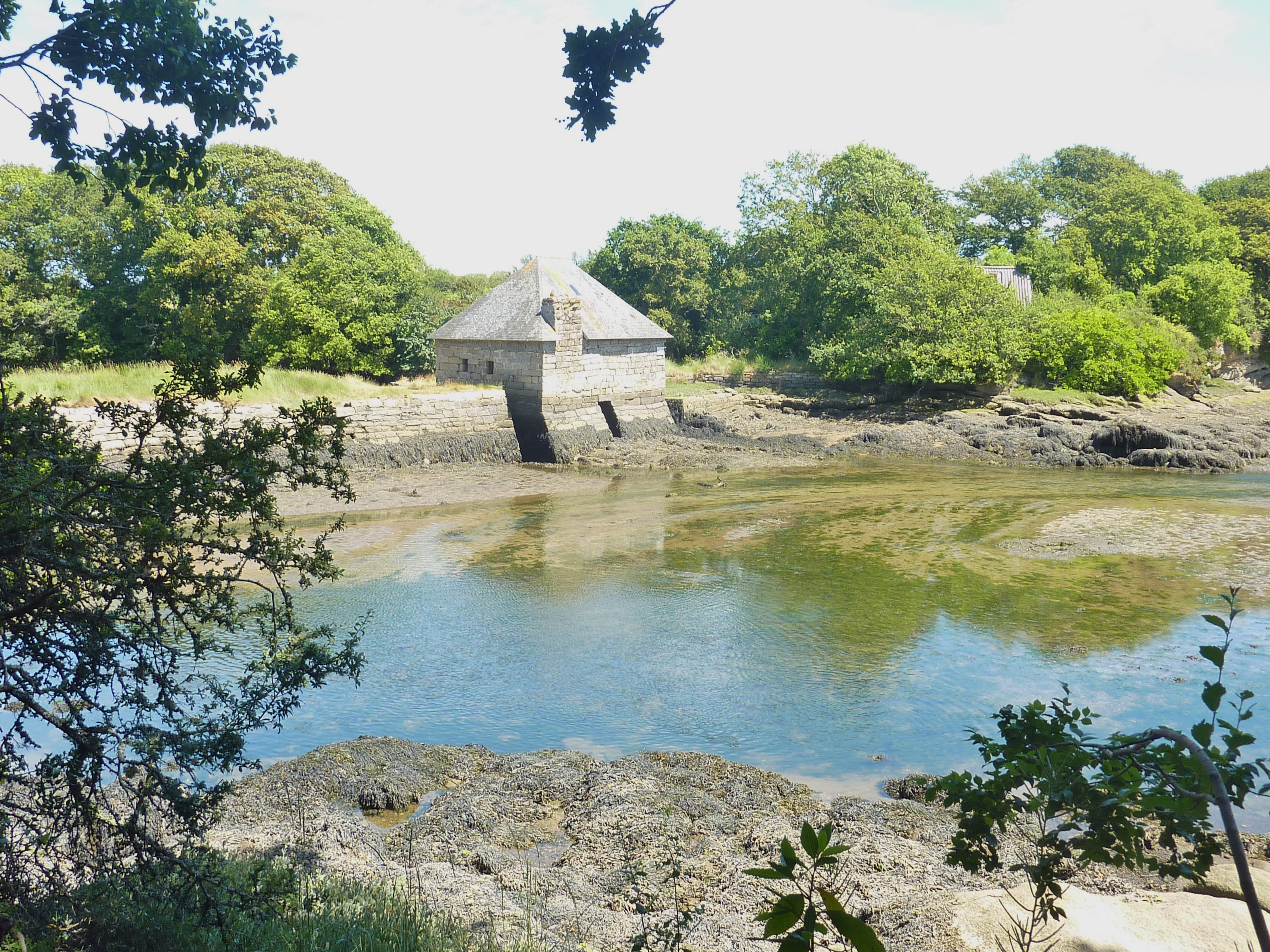
Gezeitenmühle du Minaouët
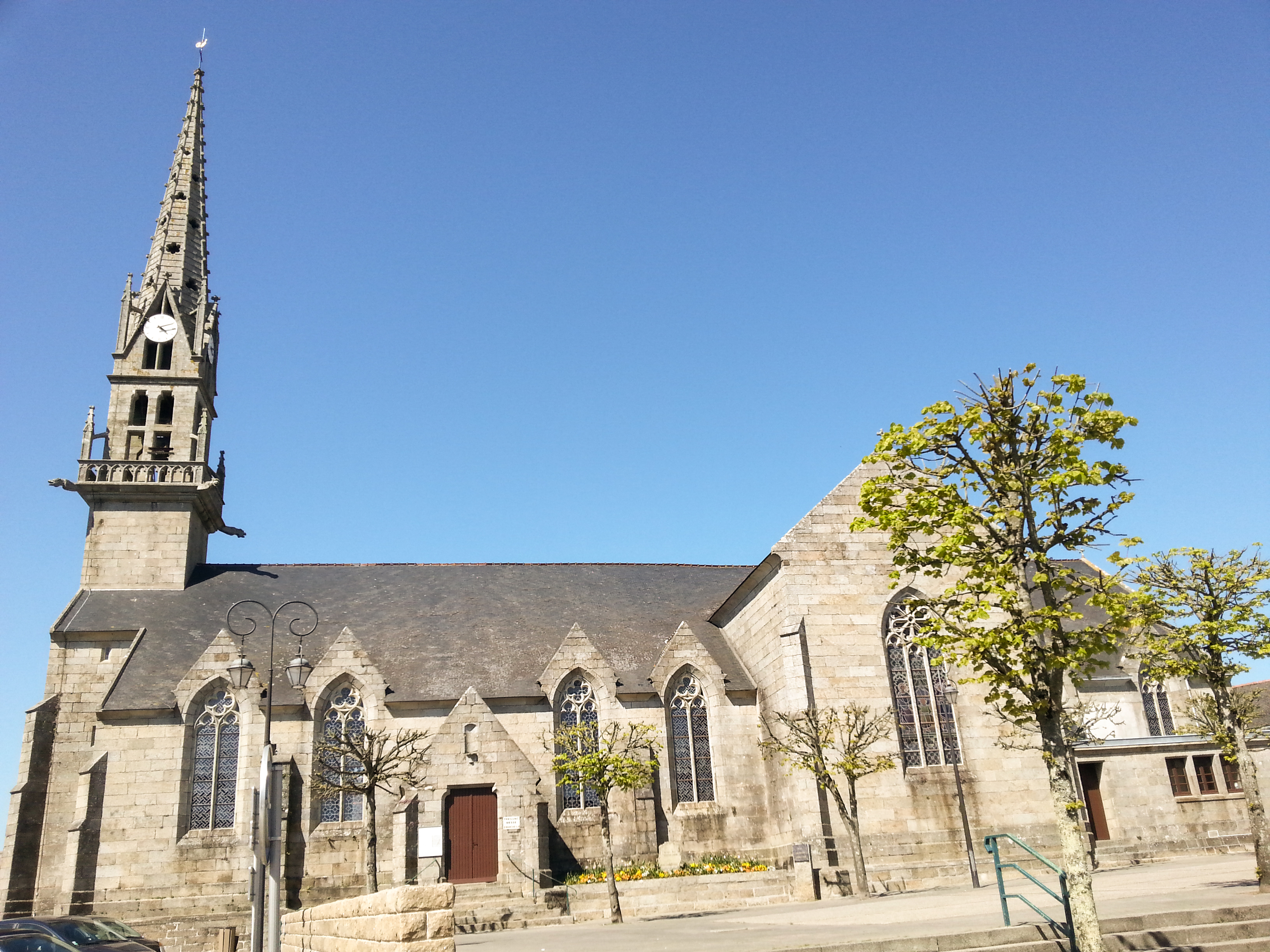
Pfarrkirche Saint-Marc
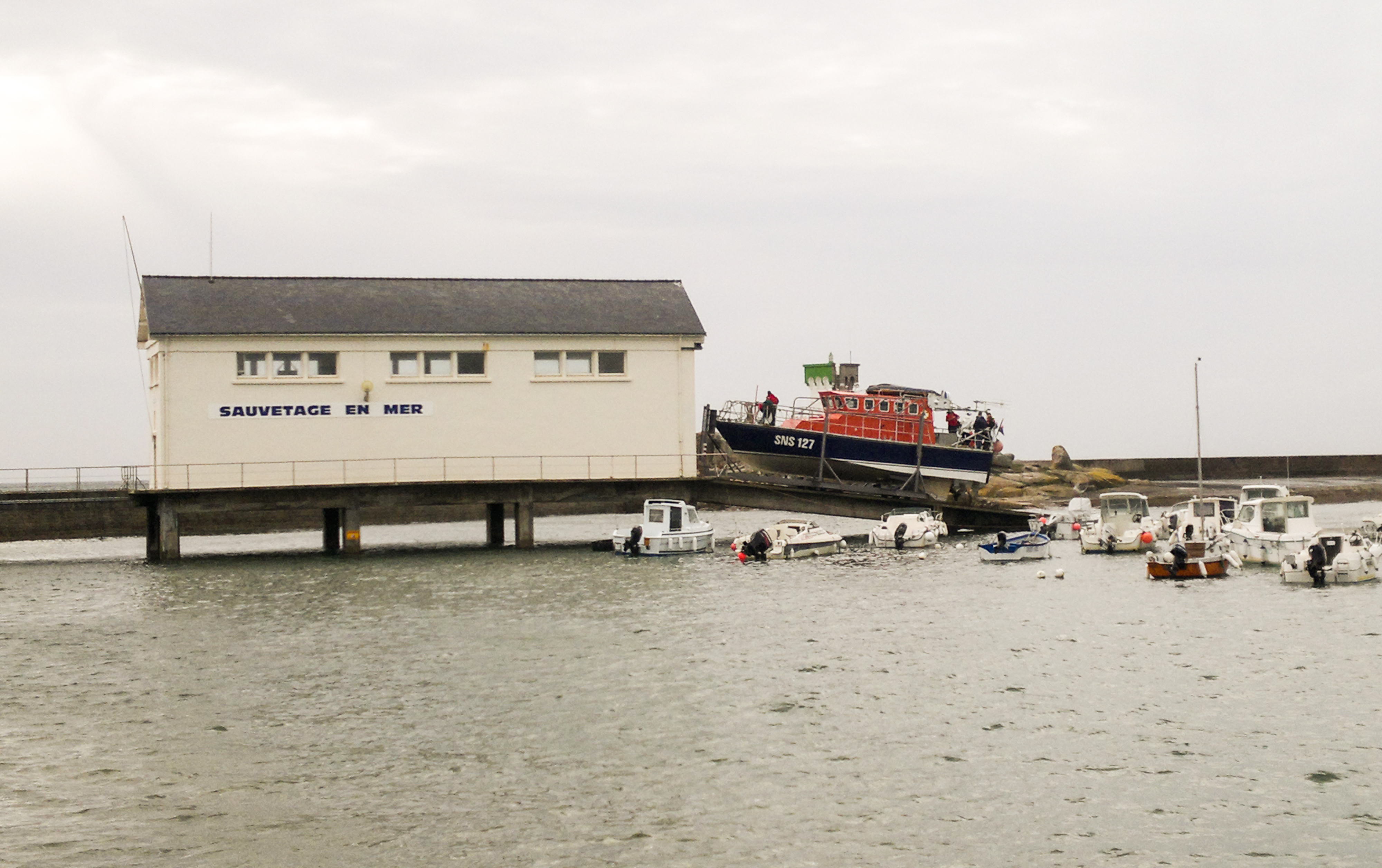
Seenot-Rettungsstation am Hafen
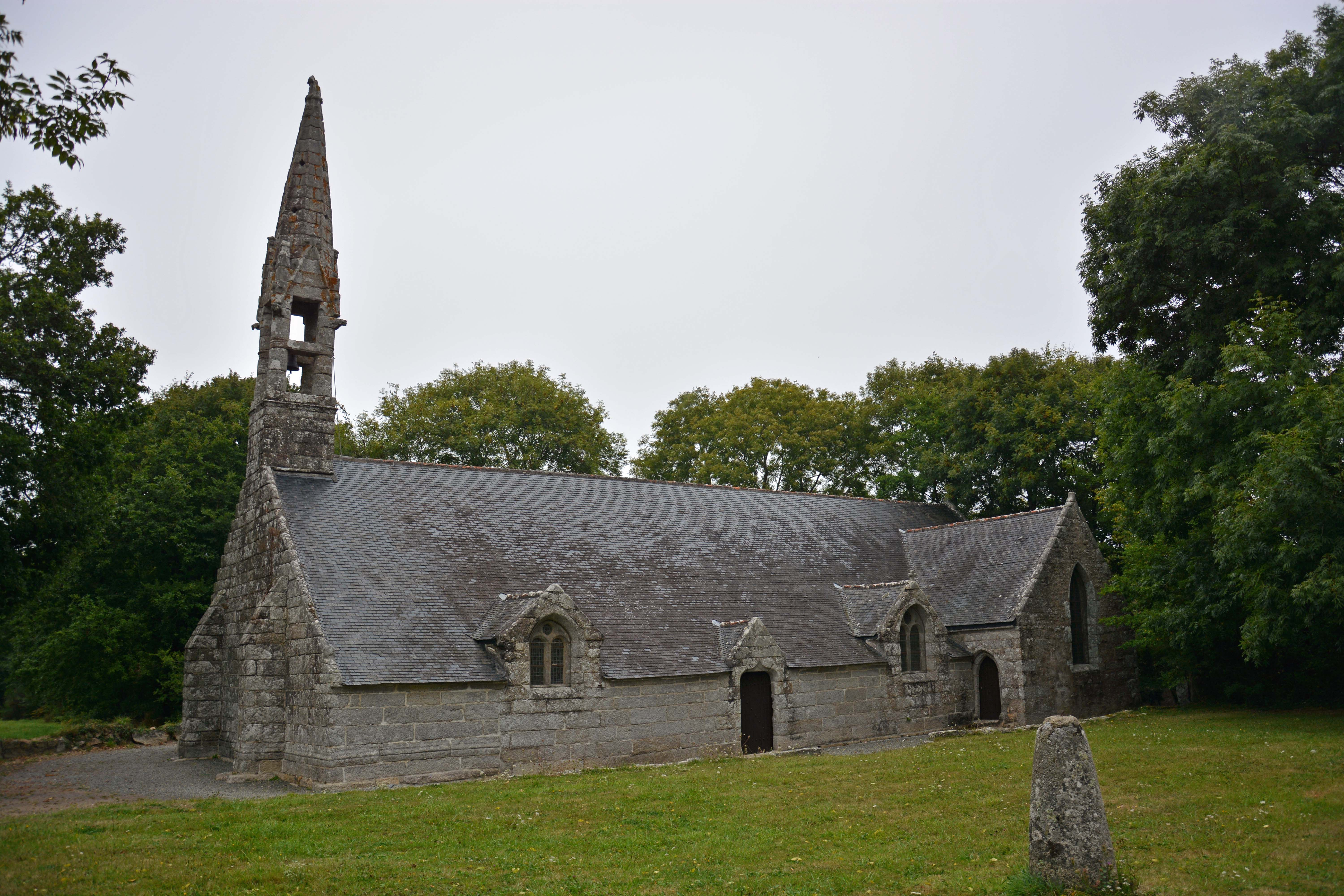
Kapelle Notre-Dame de Kerven
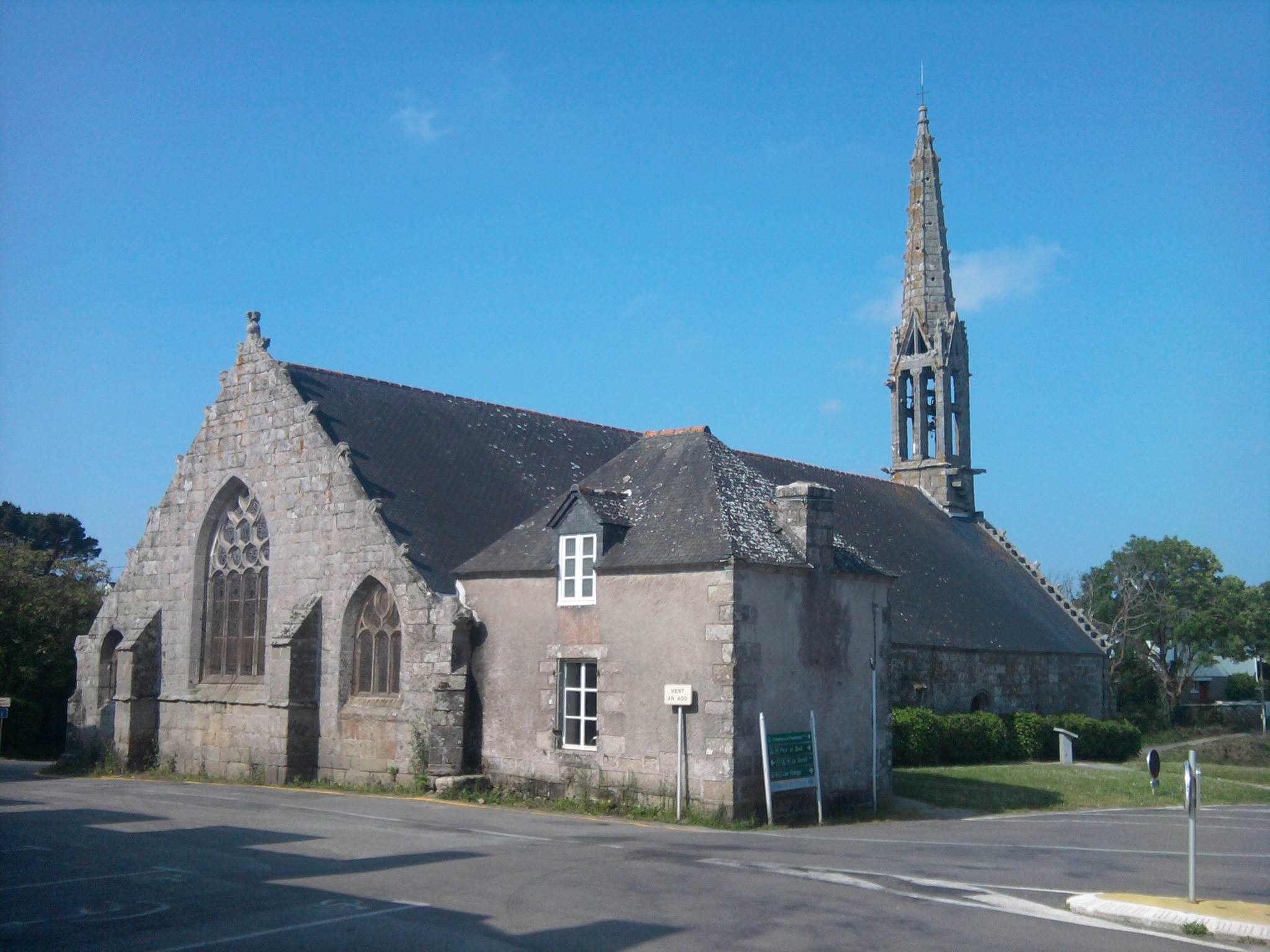
Kapelle Saint-Philibert
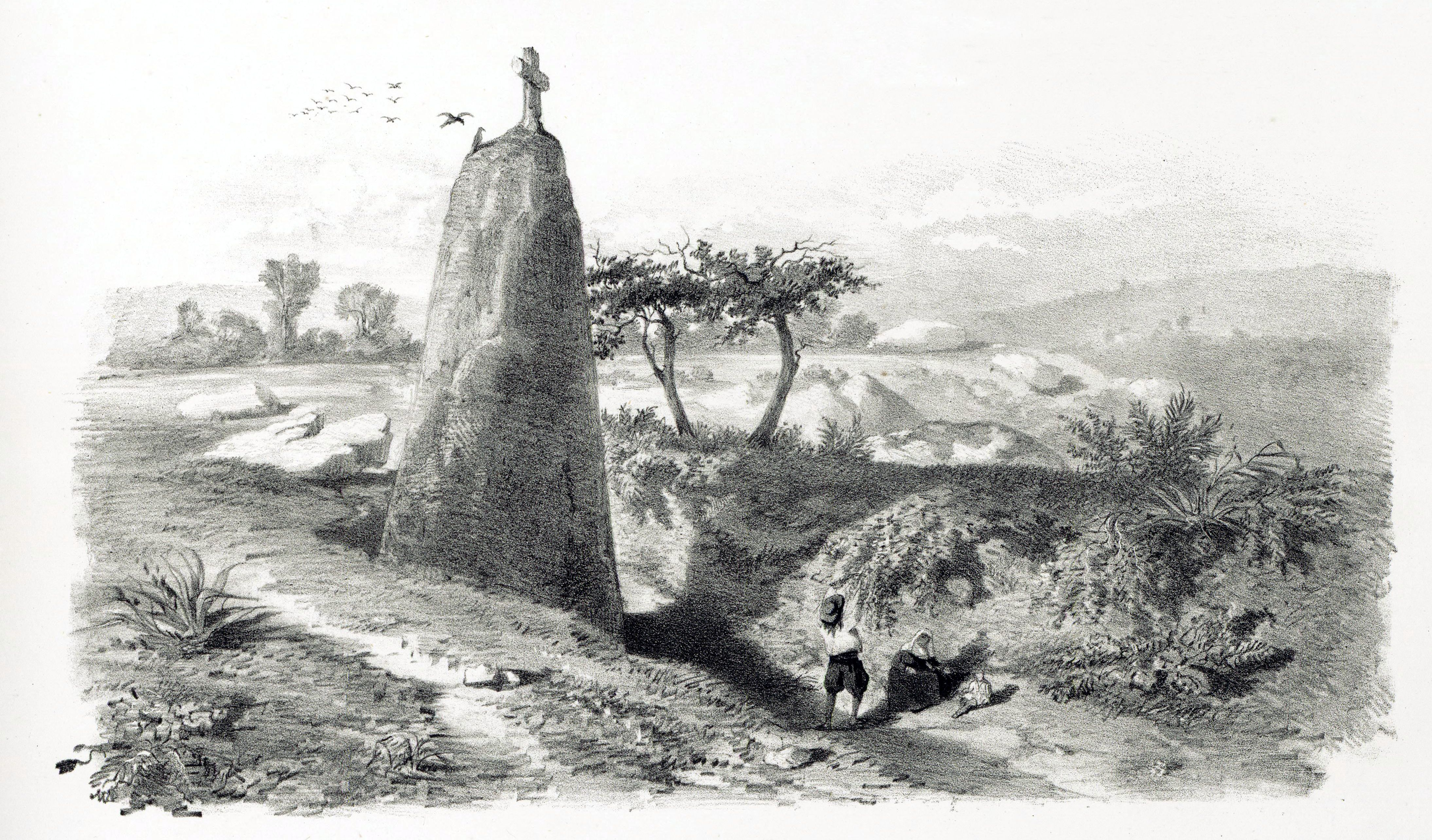
Christianisierter Menhir von Trégunc 1845
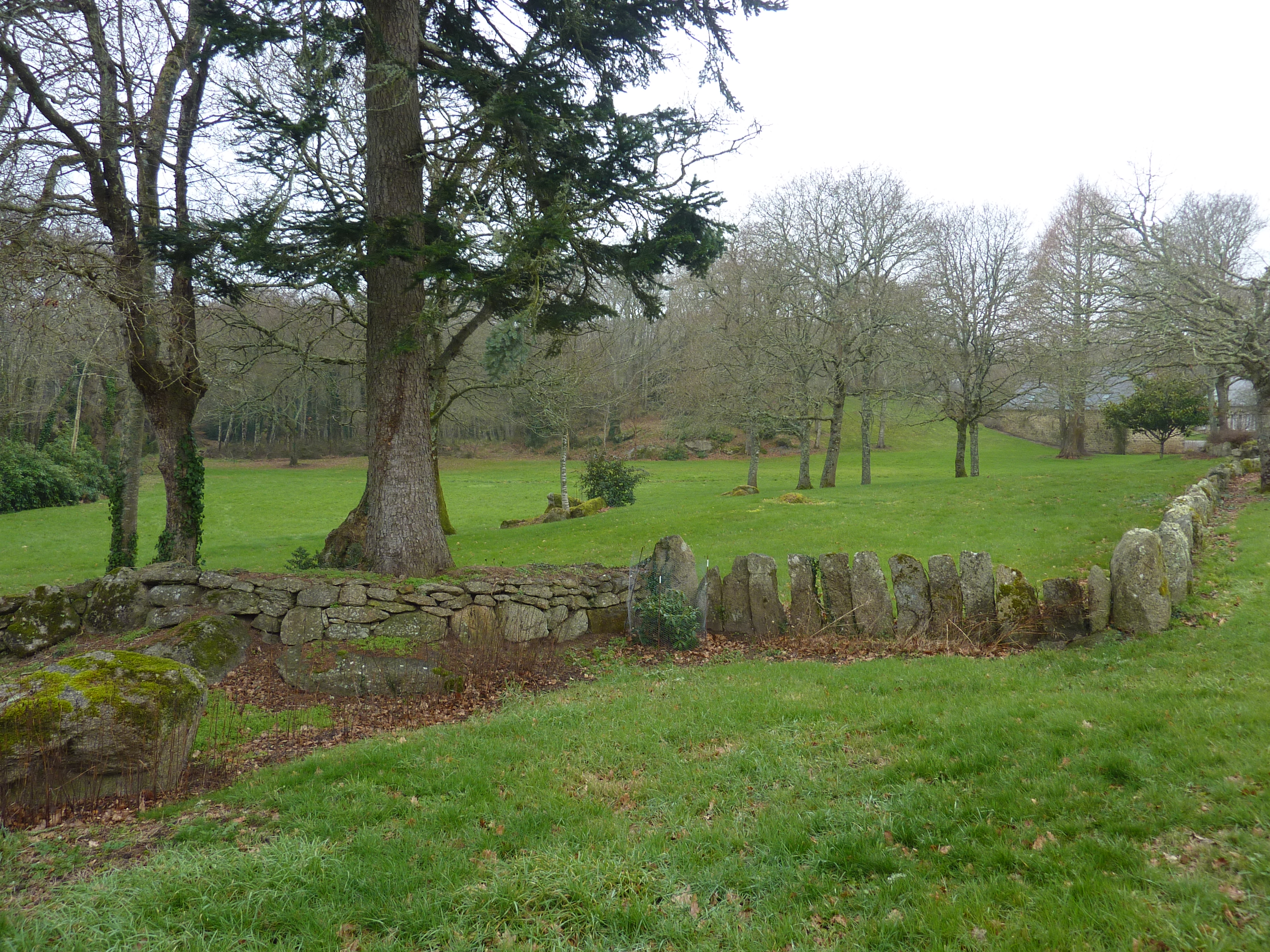
Stellsteinreihe
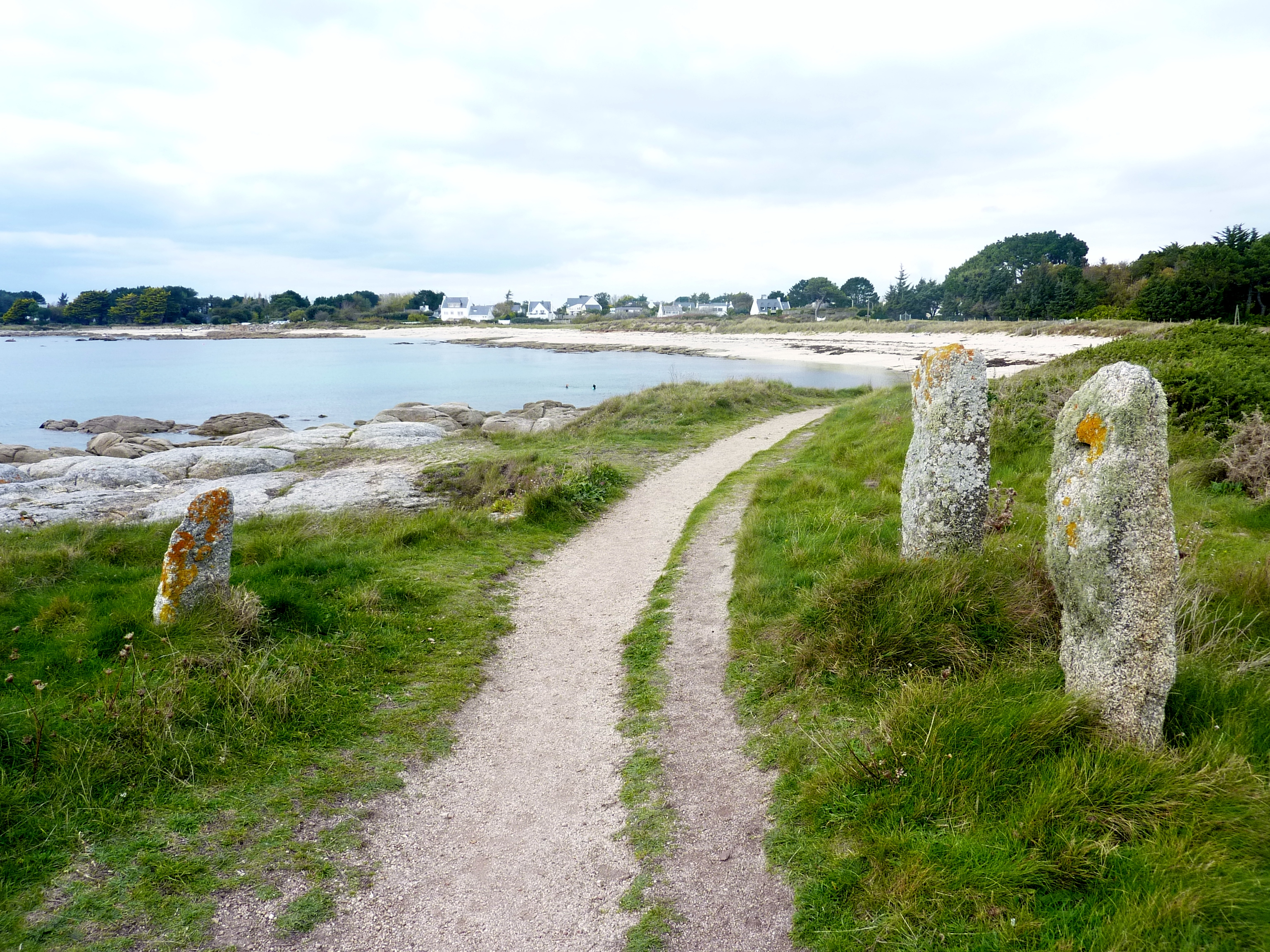
Strand mit Stellsteinreihenrest